# きみたちにおくるうた―むすめたちへの手紙
『きみたちにおくるうた―むすめたちへの手紙』 （原題：Of Thee I Sing: A Letter to My Daughters）は、アメリカ合衆国大統領（当時）バラク・オバマが著した児童書（絵本）である。イラストはローレン・ロングが担当した。2010年には世界12か国で刊行が決定した。
本書の内容はアメリカ合衆国の偉人たちについて紹介したもので、オバマが大統領になる前に書き終えた。書名はアメリカの愛国歌「My Country, 'Tis of Thee（マイ・カントリー・ティズ・オブ・ジー）」から採られている。
本書の収益は、死亡または負傷した米軍兵士の子供のための奨学基金への寄付が予定されている。

## 内容
本書で紹介されている13人のアメリカ人は、ジョージ・ワシントン、エイブラハム・リンカーン、マーティン・ルーサー・キング・ジュニア、ニール・アームストロング、シッティング・ブル、シーザー・チャベス、ビリー・ホリデイ、マヤ・リン、アルバート・アインシュタイン、ジョージア・オキーフ、ジャッキー・ロビンソン、ヘレン・ケラー、ジェーン・アダムズである。
ランダムハウス社は、本書について「夢を追い求め道を切り開いていく可能性は、わたしたちみんなが持っていることを、この美しい作品はおしえてくれる」と紹介している。

## イラスト
本書のイラストを担当したローレン・ロングは、児童書の作家・画家として、ベストセラーを含めて多くの作品を出版している。ミズーリ州で生まれ、ケンタッキー州レキシントンで育った。妻と2人の息子、2匹の愛犬と共にオハイオ州に居住する。
日本で出版されている絵本には、ワッティー・パイパー『ちびっこ きかんしゃ だいじょうぶ』（ヴィレッジブックス）、マドンナ『ピーボディ先生のりんご』（集英社）、アンジェラ・ジョンソン『あこがれの機関車』（小峰書店）がある。
本書の日本語訳刊行にあたり、ローレン・ロングは日本の読者へ次のようなメッセージを贈っている。「この絵本が国境をこえて、日本の子どもたちにも、なぐさめや勇気やはげましや希望をあたえることを私は願っています。そして日本の子どもたちも、困難を乗りこえる力や、すばらしい生き方をするための力が自分の中にもあると気づいてくれるよう願っています」。

## 日本語訳
本書の日本語訳は『きみたちにおくるうた―むすめたちへの手紙』の邦題で、2011年7月6日に明石書店から刊行された。訳者はさくまゆみこ。
明石書店公式サイトのの特設ページでは、本書についてこのように紹介している。「オバマ大統領は、2人のむすめにむけて、この絵本を書きました。絵本で紹介されるのは、社会に影響をあたえた13人の人物です。けれど、特別な人だけが大きな力を持っているのではありません。あなたもまた、世界を変えられる大切な人間のひとりなのです」。